# Big Piney (Wyoming)
Pour les articles homonymes, voir Big Piney.
Le village de Big Piney est situé dans le comté de Sublette, dans l’État du Wyoming, aux États-Unis. Lors du recensement de 2010, sa population s’élevait à 552 habitants.

## Histoire
Fondée en 1879, Big Piney est la localité la plus ancienne du comté.

## Géographie

### Climat
| Mois                                  | jan.     | fév.     | mars     | avril    | mai      | juin    | jui.    | août    | sep.     | oct.     | nov.     | déc.     | année    |
| ------------------------------------- | -------- | -------- | -------- | -------- | -------- | ------- | ------- | ------- | -------- | -------- | -------- | -------- | -------- |
| Température minimale moyenne (°C)     | −22,5    | −19,4    | −13,6    | −7,4     | −2,1     | 2,4     | 4,5     | 2,1     | −3,5     | −8,5     | −14,3    | −21,3    | −8,6     |
| Température moyenne (°C)              | −13,3    | −10,2    | −5,1     | 1,5      | 7,2      | 12,2    | 15,7    | 13,9    | 8,4      | 2,8      | −5,2     | −12,1    | 1,3      |
| Température maximale moyenne (°C)     | −4,1     | −1,1     | 3,5      | 10,4     | 16,4     | 22      | 26,8    | 25,8    | 20,3     | 14,1     | 3,8      | −2,9     | 11,3     |
| Record de froid (°C) date du record   | −45 1962 | −42 1985 | −36 1969 | −23 1964 | −14 1983 | −8 2001 | −5 1987 | −9 1966 | −26 1983 | −26 1971 | −37 1955 | −46 1983 | −46 1983 |
| Record de chaleur (°C) date du record | 9 1961   | 12 1954  | 18 1964  | 24 1962  | 29 1954  | 33 1970 | 36 1976 | 34 1983 | 32 1950  | 26 1956  | 19 1978  | 13 1995  | 36 1976  |
| Précipitations (mm)                   | 13,2     | 11,9     | 14       | 17,5     | 29,7     | 25,7    | 22,6    | 22,6    | 24,6     | 14,7     | 15,2     | 13,2     | 224,9    |
| Nombre de jours avec précipitations   | 4,8      | 5,8      | 5,4      | 5,8      | 8        | 5       | 6,3     | 5,7     | 4,8      | 4,6      | 4,3      | 5,4      | 65,9     |